# Felipa de Tolosa
Felipa de Tolosa (del francés: Philippa de Toulouse) (1073-28 de noviembre de 1118) fue condesa titular de Tolosa, así como duquesa consorte de Aquitania por su matrimonio con el duque Guillermo IX.

## Vida

### Primeros años y matrimonio
Felipa nació aproximadamente alrededor de 1073. Era hija del conde Guillermo IV de Tolosa, y su esposa Emma de Mortain y su único hijo superviviente, y así, por las leyes de Tolosa, su heredera. En 1088, Guillermo marchó en peregrinación a Palestina, dejando a su hermano Raimundo de Saint-Gilles como regente. Antes de marcharse, se dice, que casó a su hija con el rey de Aragón para desheredarla; sin embargo, este matrimonio es apócrifo, pues la evidencia contemporánea demuestra que Sancho aún estaba casado con su anterior esposa en la época de su muerte en 1094.
Los primeros años de Felipa —si no estaba casada con Sancho Ramírez de Aragón— son algo que se ignora bastante. Se sabe que no se casó con Guillermo IX de Aquitania hasta 1094, después de la muerte de su padre y la sucesión de su tío las circunstancias en las que ella vivía antes de la muerte de su padre, la manera en que fue desheredada, y el arreglo de su matrimonio, son de esta manera desconocidos. Los historiadores que argumentan que estuvo casada con Sancho Ramírez argumentan que su alejamiento de Tolosa le impedía reclamar su herencia, y que con la muerte de Sancho, era libre de volver a casarse basándose en su propia elección. Lo que está claro es que a la muerte del conde Guillermo, las pretensiones de Felipa fueron ignoradas y Raimundo heredó el título.

### Vida política
Cuando Raimundo IV de Tolosa se marchó a la primera cruzada en el otoño de 1096, dejó a su hijo Beltrán gobernando el condado. Sin embargo, en la primavera de 1098, Guillermo y Felipa marcharon a la ciudad de Tolosa, y asumieron el control sin perder una sola vida. Al año siguiente, dio a luz a su primer hijo en la ciudad: Guillermo el Tolosano.
En 1099, su esposo se marchó a las cruzadas y la dejó a ella como regente en Poitou.
Fue admiradora de Roberto de Arbrissel y convenció a su esposo para que le entregara tierra en Poitou para establecer una comunidad religiosa dedicada a la Virgen María. En 1100 fundó allí la abadía de Fontevraud.
Quedó asombrada en 1100 cuando su esposo hipotecó Tolosa a su primo Beltrán a cambio de una vasta suma de dinero, que el duque usó para ir él mismo a la cruzada. Felipa, sacada de su casa, fue enviada a la capital de su marido, Poitiers, desde donde ella gobernaba Aquitania en nombre de su esposo mientras él estaba ausente. 
Después del regreso de Guillermo, él y Felipa por un tiempo vivieron contentos el uno con el otro, produciendo otras cinco hijas, y un hijo, Raimundo. Ella también ignoró que el duque presumía de sus logros sexuales en el canto y de palabra, y en lugar de reprochárselo se concentró en la religión (en particular en la abadía de Fontevrault, de la que siguió siendo una fiel defensora), especialmente las enseñanzas de su fundador, que predicó la superioridad de las mujeres sobre los hombres. Su obsesión con una doctrina considerada ofensiva por muchos hombres de la época, combinada con la creciente insatisfacción de Guillermo con ella, y sus bromas (le decía que había fundado una abadía de prostitutas), llevó a la discordia en el matrimonio.
Tolosa había sido recuperado por Guillermo para su esposa en 1113, después de la muerte de Beltrán en Siria en 1112: su heredero era su medio-hermano, de nueve años, Alfonso Jordán, Guillermo no tuvo oposición. Así, para el año 1114, Felipa pasaba la mayor parte de su tiempo gobernando allí. De conformidad con ello, ella estaba menos satisfecha cuando, al regresar de Tolosa a Poitiers en 1114, descubrió que su esposo había trasladado a su amante, la vizcondesa Dangerosa de L'Isle Bouchard, a su palacio. Felipa apeló a sus amigos y a la iglesia para que la ayudaran a echar a la amante de su esposo, pero sin resultado: nadie pudo persuadir al duque de que abandonara a su amante.

### Vida posterior
En 1116, una humillada Felipa, devastada por cómo su esposo le pagó su servicio durante tantos años, dejó la corte, refugiándose en la abadía de Fontevrault. Allí pasó a ser amiga íntima de la primera esposa de su marido, Ermengarda de Anjou, y las dos pasaron mucho tiempo reflexionando sobre las limitaciones de Guillermo. Sin embargo, a pesar de toda la devoción de Felipa por la abadía y sus ideales, encontró poca paz allí, tanto por el enfado como por el resentimiento al verse expulsada de casa por su marido en favor de su amante. Allí murió, por causas desconocidas, el 28 de noviembre de 1118, dejando viudo a su esposo, y Ermengarda, que poco después intentaría vengar a Felipa intentando hacer que Dangereuse fuera expulsada de Aquitania.

## Ancestros
|  |                              |  |  |  |  |  |  |  |  |  |  |  |  |  |  |  |
|  | 16. Raimundo Ponce de Tolosa |  |  |  |  |  |  |  |  |  |  |  |  |  |  |  |
|  |                              |  |  |  |  |  |  |  |  |  |  |  |  |  |  |  |
|  |                              |  |  |  |  |  |  |  |  |  |  |  |  |  |  |  |
|  | 8. Guillermo III de Tolosa   |  |  |  |  |  |  |  |  |  |  |  |  |  |  |  |
|  |                              |  |  |  |  |  |  |  |  |  |  |  |  |  |  |  |
|  |                              |  |  |  |  |  |  |  |  |  |  |  |  |  |  |  |
|  | 17. Adelaida de Anjou        |  |  |  |  |  |  |  |  |  |  |  |  |  |  |  |
|  |                              |  |  |  |  |  |  |  |  |  |  |  |  |  |  |  |
|  |                              |  |  |  |  |  |  |  |  |  |  |  |  |  |  |  |
|  | 4. Ponce de Tolosa           |  |  |  |  |  |  |  |  |  |  |  |  |  |  |  |
|  |                              |  |  |  |  |  |  |  |  |  |  |  |  |  |  |  |
|  |                              |  |  |  |  |  |  |  |  |  |  |  |  |  |  |  |
|  | 18. Rotboldo III de Provenza |  |  |  |  |  |  |  |  |  |  |  |  |  |  |  |
|  |                              |  |  |  |  |  |  |  |  |  |  |  |  |  |  |  |
|  |                              |  |  |  |  |  |  |  |  |  |  |  |  |  |  |  |
|  | 9. Emma de Provenza          |  |  |  |  |  |  |  |  |  |  |  |  |  |  |  |
|  |                              |  |  |  |  |  |  |  |  |  |  |  |  |  |  |  |
|  |                              |  |  |  |  |  |  |  |  |  |  |  |  |  |  |  |
|  | 19. Ermengarda               |  |  |  |  |  |  |  |  |  |  |  |  |  |  |  |
|  |                              |  |  |  |  |  |  |  |  |  |  |  |  |  |  |  |
|  |                              |  |  |  |  |  |  |  |  |  |  |  |  |  |  |  |
|  | 2. Guillermo IV de Tolosa    |  |  |  |  |  |  |  |  |  |  |  |  |  |  |  |
|  |                              |  |  |  |  |  |  |  |  |  |  |  |  |  |  |  |
|  |                              |  |  |  |  |  |  |  |  |  |  |  |  |  |  |  |
|  | 20. Aldeberto I de la Marca  |  |  |  |  |  |  |  |  |  |  |  |  |  |  |  |
|  |                              |  |  |  |  |  |  |  |  |  |  |  |  |  |  |  |
|  |                              |  |  |  |  |  |  |  |  |  |  |  |  |  |  |  |
|  | 10. Bernardo I de la Marca   |  |  |  |  |  |  |  |  |  |  |  |  |  |  |  |
|  |                              |  |  |  |  |  |  |  |  |  |  |  |  |  |  |  |
|  |                              |  |  |  |  |  |  |  |  |  |  |  |  |  |  |  |
|  | 21. Emma de Limoges          |  |  |  |  |  |  |  |  |  |  |  |  |  |  |  |
|  |                              |  |  |  |  |  |  |  |  |  |  |  |  |  |  |  |
|  |                              |  |  |  |  |  |  |  |  |  |  |  |  |  |  |  |
|  | 5. Almodis de la Marca       |  |  |  |  |  |  |  |  |  |  |  |  |  |  |  |
|  |                              |  |  |  |  |  |  |  |  |  |  |  |  |  |  |  |
|  |                              |  |  |  |  |  |  |  |  |  |  |  |  |  |  |  |
|  | 22. Arnaud II de Razes       |  |  |  |  |  |  |  |  |  |  |  |  |  |  |  |
|  |                              |  |  |  |  |  |  |  |  |  |  |  |  |  |  |  |
|  |                              |  |  |  |  |  |  |  |  |  |  |  |  |  |  |  |
|  | 11. Amélie de Razes          |  |  |  |  |  |  |  |  |  |  |  |  |  |  |  |
|  |                              |  |  |  |  |  |  |  |  |  |  |  |  |  |  |  |
|  |                              |  |  |  |  |  |  |  |  |  |  |  |  |  |  |  |
|  | 23. Lucie de Provenza        |  |  |  |  |  |  |  |  |  |  |  |  |  |  |  |
|  |                              |  |  |  |  |  |  |  |  |  |  |  |  |  |  |  |
|  |                              |  |  |  |  |  |  |  |  |  |  |  |  |  |  |  |
|  | 1. Felipa de Tolosa          |  |  |  |  |  |  |  |  |  |  |  |  |  |  |  |
|  |                              |  |  |  |  |  |  |  |  |  |  |  |  |  |  |  |
|  |                              |  |  |  |  |  |  |  |  |  |  |  |  |  |  |  |
|  | 12. Herluin de Conteville    |  |  |  |  |  |  |  |  |  |  |  |  |  |  |  |
|  |                              |  |  |  |  |  |  |  |  |  |  |  |  |  |  |  |
|  |                              |  |  |  |  |  |  |  |  |  |  |  |  |  |  |  |
|  | 6. Roberto de Mortain        |  |  |  |  |  |  |  |  |  |  |  |  |  |  |  |
|  |                              |  |  |  |  |  |  |  |  |  |  |  |  |  |  |  |
|  |                              |  |  |  |  |  |  |  |  |  |  |  |  |  |  |  |
|  | 13. Herleva                  |  |  |  |  |  |  |  |  |  |  |  |  |  |  |  |
|  |                              |  |  |  |  |  |  |  |  |  |  |  |  |  |  |  |
|  |                              |  |  |  |  |  |  |  |  |  |  |  |  |  |  |  |
|  | 3. Emma de Mortain           |  |  |  |  |  |  |  |  |  |  |  |  |  |  |  |
|  |                              |  |  |  |  |  |  |  |  |  |  |  |  |  |  |  |
|  |                              |  |  |  |  |  |  |  |  |  |  |  |  |  |  |  |
|  | 28. Hugo de Montgomery       |  |  |  |  |  |  |  |  |  |  |  |  |  |  |  |
|  |                              |  |  |  |  |  |  |  |  |  |  |  |  |  |  |  |
|  |                              |  |  |  |  |  |  |  |  |  |  |  |  |  |  |  |
|  | 14. Roger II de Montgomery   |  |  |  |  |  |  |  |  |  |  |  |  |  |  |  |
|  |                              |  |  |  |  |  |  |  |  |  |  |  |  |  |  |  |
|  |                              |  |  |  |  |  |  |  |  |  |  |  |  |  |  |  |
|  | 29. Josceline Torfulus       |  |  |  |  |  |  |  |  |  |  |  |  |  |  |  |
|  |                              |  |  |  |  |  |  |  |  |  |  |  |  |  |  |  |
|  |                              |  |  |  |  |  |  |  |  |  |  |  |  |  |  |  |
|  | 7. Matilde de Montgomerie    |  |  |  |  |  |  |  |  |  |  |  |  |  |  |  |
|  |                              |  |  |  |  |  |  |  |  |  |  |  |  |  |  |  |
|  |                              |  |  |  |  |  |  |  |  |  |  |  |  |  |  |  |
|  | 30. Guillermo I Talvas       |  |  |  |  |  |  |  |  |  |  |  |  |  |  |  |
|  |                              |  |  |  |  |  |  |  |  |  |  |  |  |  |  |  |
|  |                              |  |  |  |  |  |  |  |  |  |  |  |  |  |  |  |
|  | 15. Mabel de Bellême         |  |  |  |  |  |  |  |  |  |  |  |  |  |  |  |
|  |                              |  |  |  |  |  |  |  |  |  |  |  |  |  |  |  |
|  |                              |  |  |  |  |  |  |  |  |  |  |  |  |  |  |  |
|  | 31. Hildeburga               |  |  |  |  |  |  |  |  |  |  |  |  |  |  |  |
|  |                              |  |  |  |  |  |  |  |  |  |  |  |  |  |  |  |
|  |                              |  |  |  |  |  |  |  |  |  |  |  |  |  |  |  |